# Pata Negra (Band)
Pata Negra war eine spanische, von den Brüdern Raimundo (* 1959) und Rafael Amador (* 1960) 1978 in Sevilla gegründete Band, deren derbe Texte (wie in einem ihrer bekanntesten Stücke Ratitas Divinas, „Göttliche Ratten“) enthaltende, in „höchstentwickelter Form“ präsentierte Musik Elemente aus Rock, Blues und Flamenco vereint; den daraus entstandenen Stil hatten die Brüder Amador „Blueslería“ (zusammengesetzt aus „Blues“ und „Bulería“) genannt.

## Geschichte
1978/79 wirkten die Gitarristen Raimundo und Rafael Amador bei der Aufnahme der Platte La Leyenda del Tiempo der Flamenco-Legende Camarón de la Isla mit, die als Startpunkt des Flamenco-Fusion gilt. Zuvor spielten sie mit Kiko Veneno in der von ihnen mit diesem gegründeten Band Veneno. Ihr erstes, selbstbetiteltes Album erschien 1981. Raimundo Amador verließ die Band 1989.

## Bedeutung
Heute gilt Pata Negra („Schwarzklaue“; der Terminus wird auch für den Jamón Ibérico verwendet) als eine wichtige Gruppe in der Entwicklung des Flamenco-Fusion. Ihr von Mario Pacheco produziertes Album Blues de la Frontera (1987), das den mit akustischen und elektrischen Gitarren erzeugten Blueslería-Stil erstmals öffentlich machte, gilt als eines der besten spanischen Alben der 1980er.

## Diskografie
- 1981: Pata Negra (Mercury)
- 1982: Rock gitano (Mercury)
- 1985: Guitarras callejeras (Nuevos Medios)
- 1987: Blues de la Frontera (Nuevos Medios)
- 1990: Inspiración y locura (Nuevos Medios)
- 1994: El directo (Nuevos Medios; Live-Aufnahme von 1989)
- 1995: Como una vara verde (BMG Latin)